# Mughiphantes yadongensis
Mughiphantes yadongensis är en spindelart som först beskrevs av Hu 200.  Mughiphantes yadongensis ingår i släktet Mughiphantes och familjen täckvävarspindlar. Inga underarter finns listade i Catalogue of Life.